# Klosterupplösningen

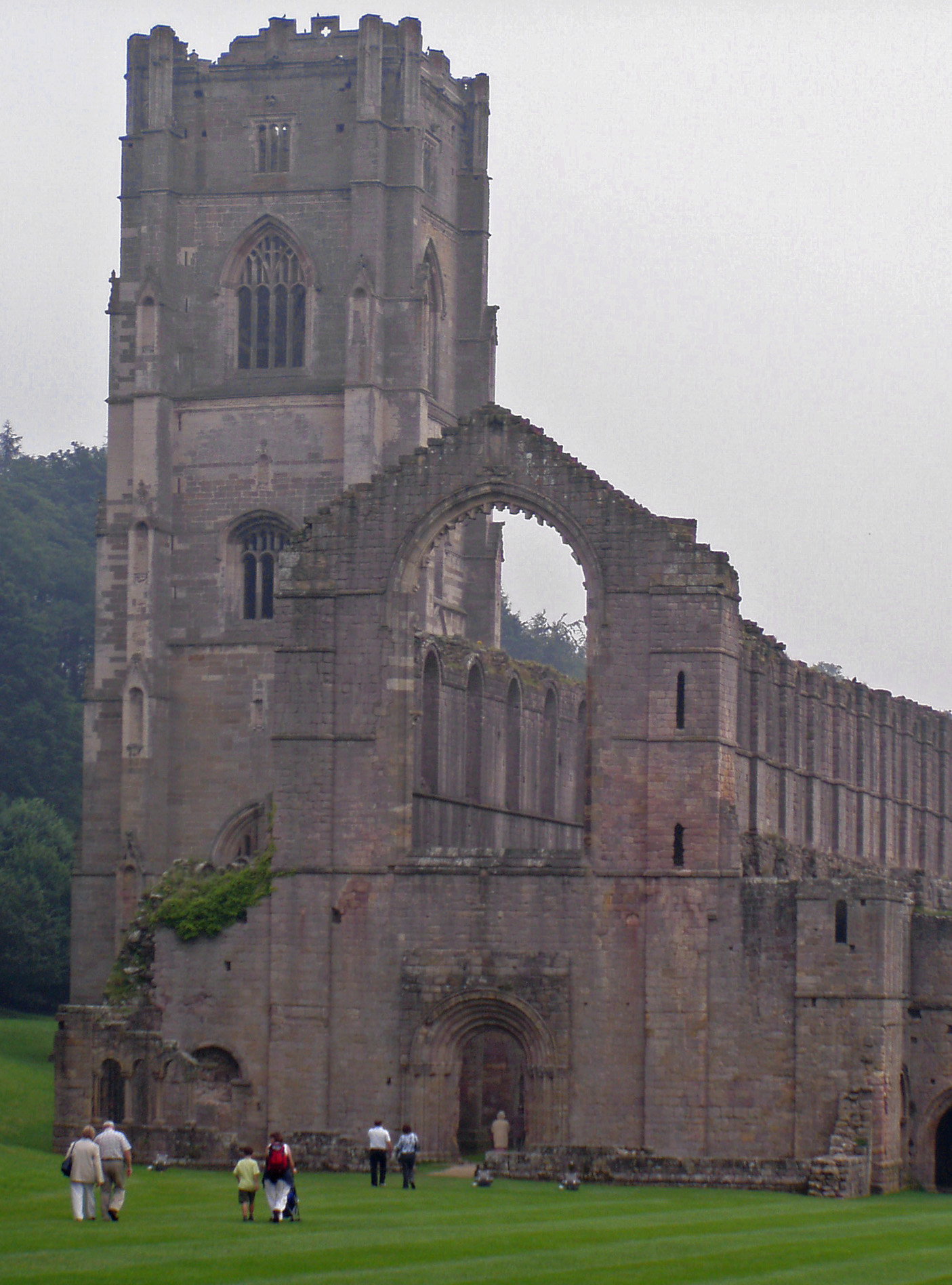
Ruinerna av Fountains Abbey i Yorkshire

Klosterupplösningen i England var den formella process som skedde mellan 1536 och 1541, genom vilken kung Henrik VIII konfiskerade de romersk-katolska klostrens egendomar i England och tog dem åt sig själv, som det nya överhuvudet över Church of England. 

## Sammanhang
Dessa processer ska ses mot den större bakgrunden med den protestantiska reformationen som skedde i Kontinentaleuropa, med en säregen skillnad: trots utbrytningen från Roms överhöghet var Henrik VIII:s dispyt politisk snarare än teologisk. 
Den anglikanism som blev resultatet var i huvudsak en slags "statskatolicism" som visades av Henrik VIII:s Six Articles från 1539. Kardinal Wolsey hade erhållit en påvlig bulla som godkände vissa begränsade reformer i den engelska kyrkan redan 1518.
Henrik VIII:s anglikanism omformades öppet mot protestantiska former av religionsutövning under hans arvinges, Edvard VI:s, regering, under Thomas Cranmers (Henrik VIII:s ärkebiskop av Canterbury, som i hemlighet gifte sig med en släkting till en luthersk teolog i Nürnberg) och Edward Seymour, 1:e earl av Hertford (som fungerade som lordprotektor och Governor of the King's Person i förmyndarregeringen för Edvard VI).
Under Henrik VIII antogs lagar som reformerade vissa bruk som utnyttjade kyrkan i november 1529. De införde tak för avgifter för att styrka testamenten och utgifter för jordfästning på helgad jord, införde striktare regler rörande rätt till fristad för brottslingar och mördare och begränsade antalet kyrkliga ämbeten som kunde innehas av samma person till fyra. Dessa förändringar var i mindre grad en "religiös reformation" och mer sätt att upprätta kunglig överhöghet i ett "statskatolskt" system. 
Ändå var motståndet bland de Romvänliga kyrkomännen stort. En viktig motståndare mot Henrik VIII var Reginald Pole, som flydde till kontinenten och senare utsågs till kardinal, mot sin vilja, av påven för att bli en potentiell "påvens man" i England i en förutsedd mer Romvänlig framtid. Henrik VIII erbjöd ursprungligen Pole ärkebiskopsstolen i York eller stiftet Winchester om han skulle stödja kungens skilsmässa från Katarina av Aragonien. Pole vägrade att ge sitt stöd och gick i självpåtagen exil i Frankrike och Italien 1532. 
Det har framförts att det var lika mycket för att få dessa religiösa hus, jord och skattkammare som för att skilja sig från Katarina av Aragonien som Henrik bröt sig loss från kyrkan i Rom, men det finns motbevis då han ägnade fem år åt att utöva påtryckningar på påven om att annullera äktenskapet innan han slutligen gav upp och bröt sig loss från Rom. Snarare kunde han sedan han fått kontroll över kyrkan inte motstå frestelsen att använda dess rikedom för att göra sig kvitt landets skulder — särskilt som kyrkans inkomster var tre gånger så stora som statens. 
Dessutom kan det ha varit en sorts politik: att när brytningen med Rom väl hade skett kunde klosterupplösningen ses som ett sätt att göra sig av med de organisationer som var huvudkällan till den politiska oppositionen mot Henrik VIII. I själva verket var det troligen en blandning av alla dessa.

## Processen
Henrik lät utropa sig själv till överhuvud (Supreme Head) över Church of England i februari 1531. I april 1533 avskaffade en Statute in Restraint of Appeals rätten för prästerskapet att vända sig till "utländska domstolar" (Rom) över huvudet på kungen i någon andlig eller ekonomisk fråga.
År 1534 bad Henrik parlamentet att ge Thomas Cromwell godkännande att "besöka" alla kloster, till synes för att säkerställa att deras medlemmar fick instruktioner om de nya reglerna för att kungen i stället för påven skulle övervaka dem, men i själva verket för att inventera deras tillgångar. Några månader senare, i januari 1535 när förvåningen över att ha en lekmannavisitation istället för en biskop hade lugnat sig delegerades Cromwells visitationsmakt till en kommission av lekmän. Denna fas kallas "visitationen av klostren". 
På sommaren det året påbörjade inspektörerna sitt arbete, och "predikanter" och "utskällare" skickades för att ge predikningar från kyrkornas predikstolar på tre teman:
- Munkarna och nunnorna i klostren var syndiga "hycklare" och "trollkarlar" som levde lyxliv och ägnade sig åt alla sorters synder,
- Dessa munkar och nunnor snyltade på det arbetande folket utan att ge någonting tillbaka och tärde därmed allvarligt på Englands ekonomi,
- Om kungen fick hela klostrens egendom skulle han aldrig mer behöva skatter från folket.

Samtidigt, under det andra halvåret 1535, skickade de visiterande kommissionsmedlemmarna tillbaka skrivna rapporter till Cromwell om alla upprörande gärningar de sade att de hittade, sexuella liksom finansiella. Den lag som parlamentet antog i början av 1536, till stor del på grundval av de rapporter om oegentligheter som Cromwell hade mottagit, gav kungen rätt att ta alla kloster med årsinkomster på mindre än 200 pund, och detta gjordes: de små och mindre inflytelserika husen tömdes och deras egendom konfiskerades. Klosterlivet hade redan varit i avtagande. 1536 hade de tretton cisterciensiska husen i Wales bara sammanlagt 85 munkar. Deras rykte om dåligt uppförande var dock troligen överdrivet. 
Dessa åtgärder inbringade inte så mycket kapital som man hade förväntat sig, även efter att kungen hade återbeviljat några av de konfiskerade klostren och konfiskerat dem igen. I april 1539 antog ett nytt parlament en lag som gav kungen de återstående klostren i England. Några av abbotarna gjorde motstånd, och på hösten avrättades abbotarna i Colchester, Glastonbury och Reading för förräderi.
De andra abbotarna skrev över sina kloster till kungen. Några av de konfiskerade kyrkobyggnaderna förstördes genom att man tog det värdefulla blyet från taken och återanvände stenar för världsliga byggnader. Några av de mindre benediktinerhusen togs över som församlingskyrkor, och blev till och med köpta för det syftet av välbärgade församlingar. Traditionen att det förekom omfattande förstörelse och ikonoklasm, att altaren och fönster slogs sönder förväxlar delvis skadan med den större skada som åstadkoms av puritanerna under århundradet efter. Reliker kastades och pilgrimsfärder avråddes emellertid. (Se dock Eamon Duffy, The Stripping of the Altars : Traditional Religion in England, 1400-1580 (1992), för en annan uppfattning.) Platser som Glastonbury, Walsingham, Bury St Edmunds, Shaftesbury och Canterbury som hade frodats på grund av pilgrimshandeln drabbades av tillbakagång. 
Henrik behövde mer pengar, så många av klostren återförsåldes, till låga priser, till den nya Tudorperiodens lågadel, vilket knöt dem som klass fastare samman med den nya protestantiska ordningen.

## Konsekvenser
Klostren i England, Wales och Irland hade varit bland de största jordägarna och de största institutionerna i kungariket. Särskilt i områden långt bort från London var klostren bland de viktigaste centrumen för gästfrihet, lärdom, välgörenhet och sjukvård. När över 800 sådana inrättningar avskaffades nästan över en natt lämnade det många luckor. 
Det är osannolikt att klostersystemet kunde ha slagits sönder om det inte hade funnits en stark känsla av agg mot kyrkan bland åtminstone en del av befolkningen i allmänhet. 
Den med detta förbundna förstörelsen av klosterbiblioteken var en stor kulturell förlust. Klostret i Worcester hade 600 böcker vid tiden för upplösningen. Endast sex av dem överlevde oskadda. I augustinerklostret i York förstördes ett bibliotek med 646 volymer så att endast tre böcker överlevde. Vissa böcker förstördes för sina dyrbara inbindningar, medan andra såldes i stora lass, däribland oersättliga tidiga engelska verk. Det förmodas att många av de tidigaste anglosaxiska handskrifterna förlorades vid denna tid. 
Klostersjukhus gick också förlorade, med svåra konsekvenser lokalt. Klostren hade också tillhandahållit mat och allmosor åt de fattiga och nödlidande. Att denna resurs togs bort var en av faktorerna bakom tillkomsten av den armé av tiggare som plågade England under den sena Tudorperioden och orsakade den sociala instabilitet som ledde till fattiglagarna under edvardiansk och elisabetansk tid. Dessutom uppfattades klostren som jordägare som mindre strikta än de nya aristokrater som ersatte dem och som begärde högre arrenden och större produktivitet av sina arrendatorer. 
Förstörelsen av klosterinrättningarna var impopulär i vissa områden. I norra England, med centrum i Yorkshire och Lincolnshire, ledde klosterupplösningen till ett folkligt uppror, Pilgrimage of Grace, som hotade kungamakten under några veckor. Kravet på återupprättande av några kloster återkom i ett senare uppror i västra England, Prayer Book Rebellion.
Många av de avvecklade klostren såldes för nominella summor (ofta till lokalbefolkningen), och några av jordegendomarna gav kungen till sina anhängare. Dessutom skulle pensioner betalas till några av de berövade kyrkomännen. Många andra fortsatte att betjäna församlingarna. Även om det totala värdet av den konfiskerade egendomen har beräknats ha varit 200 000 pund vid tidpunkten fick kung Henrik i genomsnitt bara 37000 pund om året från 1536 till 1547, omkring en femtedel av vad munkarna hade erhållit från den.
År 1536 skedde stora folkliga uppror i Lincolnshire och Yorkshire och ytterligare ett uppror i Norfolk året därpå. Det spreds rykten om att kungen skulle plundra församlingskyrkorna också, och till och med beskatta kreatur och får. Upprorsmakarna begärde att klosterupplösningen skulle avbrytas, att Cromwell skulle avsättas och att Henriks dotter och äldsta barn, katoliken Maria skulle utses till efterträdare istället för den yngre sonen Edvard. Henrik tog udden av rörelsen med löften, varpå han summariskt avrättade några av ledarna.

## Efterspel
När Henrik VIII:s dotter Maria I besteg tronen 1553 gjorde hon försök att återställa Klosterupplösningen i enlighet med sitt mål att återkalla reformationen och introducera en motreformation i England. Denna plan kunde dock inte realiseras. De före detta klostren, deras byggnader och mark hade donerats till adelsfamiljer vars stöd monarkin nu var beroende av, och till slut fick projektet uppges och kronan övertala påven att legitimera de nuvarande ägarnas innehav av den före detta klosterjorden. Maria återgav den klosterjord som innehades av kronan, men endast sju kloster återupprättades under hennes regeringstid: Sheen Priory, Syon Abbey, Observant Friars of Greenwich, Observant Friars of Southampton, Monastery of Westminster, munkorden vid Savoy Hospital och St Bartholomew Priory i Smithfield, till vilka hon också donerade pengar i sitt testamente.